# Эстрогензависимые состояния
Эстрогензависимые состояния (заболевания, расстройства, или синдромы) — заболевания, частично или полностью зависящие от эстрогенной активности.
К эстрогензависимым состояниям относят: мастодинию (боль или повышенная чувствительность в груди), миому молочной железы, маммоплазию (увеличение груди), макромастию (гипертрофия молочной железы), гинекомастию, рак молочной железы, преждевременное половое созревание у девочек, мелазму, меноррагии, эндометриоз, гиперплазию эндометрия, аденомиоз, миому матки, рак матки (например, рак эндометрия), рак яичников, и гиперэстрогению у мужчин, например, в при определённых условиях, таких как цирроз печени и синдром Клайнфельтера.
Эстрогензависимые патологии могут лечиться или корректироваться с помощью препаратов обладающих антиэстрогенным действием. К таким препаратам относят
1. селективные модуляторы эстрогенных рецепторов, такие как тамоксифен и кломифен,
2. антагонисты эстрогеновых рецепторов, такие как фулвестрант,
3. ингибиторы ароматазы, такие как анастрозол и экземестан,
4. аналоги гонадотропин-рилизинг гормона (ГнРГ), такие как лейпрорелид и центрореликс, и/или
5. другие антигонадотропины, такие как даназол, гестринон, ацетат мегестрола и ацетат медроксипрогестерона[16][17].